# NGC 275
NGC 275 (другие обозначения — MCG −1-3-22, VV 81, ARP 140, IRAS00485-0720, PGC 2984) — пекулярная спиральная галактика с перемычкой в созвездии Кит.
Этот объект входит в число перечисленных в оригинальной редакции «Нового общего каталога», а также включён в Атлас пекулярных галактик как Arp 140.
Обладает маленьким и очень ярким ядром. Расположена рядом (угловое расстояние 44") и взаимодействует с линзовидной галактикой NGC 274. Хотя в проекции на картинную плоскость их разделяет лишь 8 кпк, по-видимому, они разнесены вдоль луча зрения, так как NGC 275 проявляет лишь слабые признаки приливных возмущений, а в NGC 274 таких признаков не обнаружено. Кривая вращения и масса галактики были измерены в 1973 году.
Галактика NGC 275 входит в состав группы галактик NGC 337. Помимо NGC 275 в группу также входят NGC 274, NGC 298 и NGC 337.